# La Claque
Pour plus de détails, voir Fiche technique et Distribution.
La Claque est un Court métrage français réalisé par Robert Péguy en 1932

## Fiche technique
- Titre : La Claque
- Réalisation : Robert Péguy
- Scénario : Georges Fagot
- Musique : Jacques Janin
- Production : Gaumont-Franco-Film-Aubert et Les Productions André Hugon
- Distribution : Cinéma de France
- Format : Noir et blanc -  Son mono - 1,37:1
- Durée : 34 minutes
- Genre : Comédie
- Année de sortie : 1932

## Distribution
- André Bervil : Georges
- Germaine Charley : La bonne
- Christiane Delyne : Paulette
- Pierre Larquey
- Jacques Maury
- Pierre Palau
- Marguerite Templey